# Interstate 25 (Wyoming)
L'interstate 25 au Wyoming est un segment de l'interstate 25, une autoroute inter-États américaine qui relie dans un axe nord-sud les secteurs de l'est des Rocheuses américaines. Elle assure notamment le lien entre l'Interstate 10, Albuquerque, Santa Fe, toute la région centrale du Colorado en incluant Denver ainsi que l'est du Wyoming en desservant Cheyenne et Casper.
Dans sa section au Wyoming, elle relie le Colorado à l'Interstate 90, dans la ville de Buffalo, selon un axe en majorité nord-sud. Elle passe près de la capitale de l'État, Cheyenne, ainsi que dans la deuxième plus grande ville de l'État du Wyoming, Casper. C'est l'État le plus au nord que l'Interstate 25 traverse. Elle mesure 300 miles dans cette section, soit un peu plus de 480 kilomètres, et demeure une autoroute faiblement à moyennement empruntée sur toute sa longueur dans le Wyoming.

## Tracé

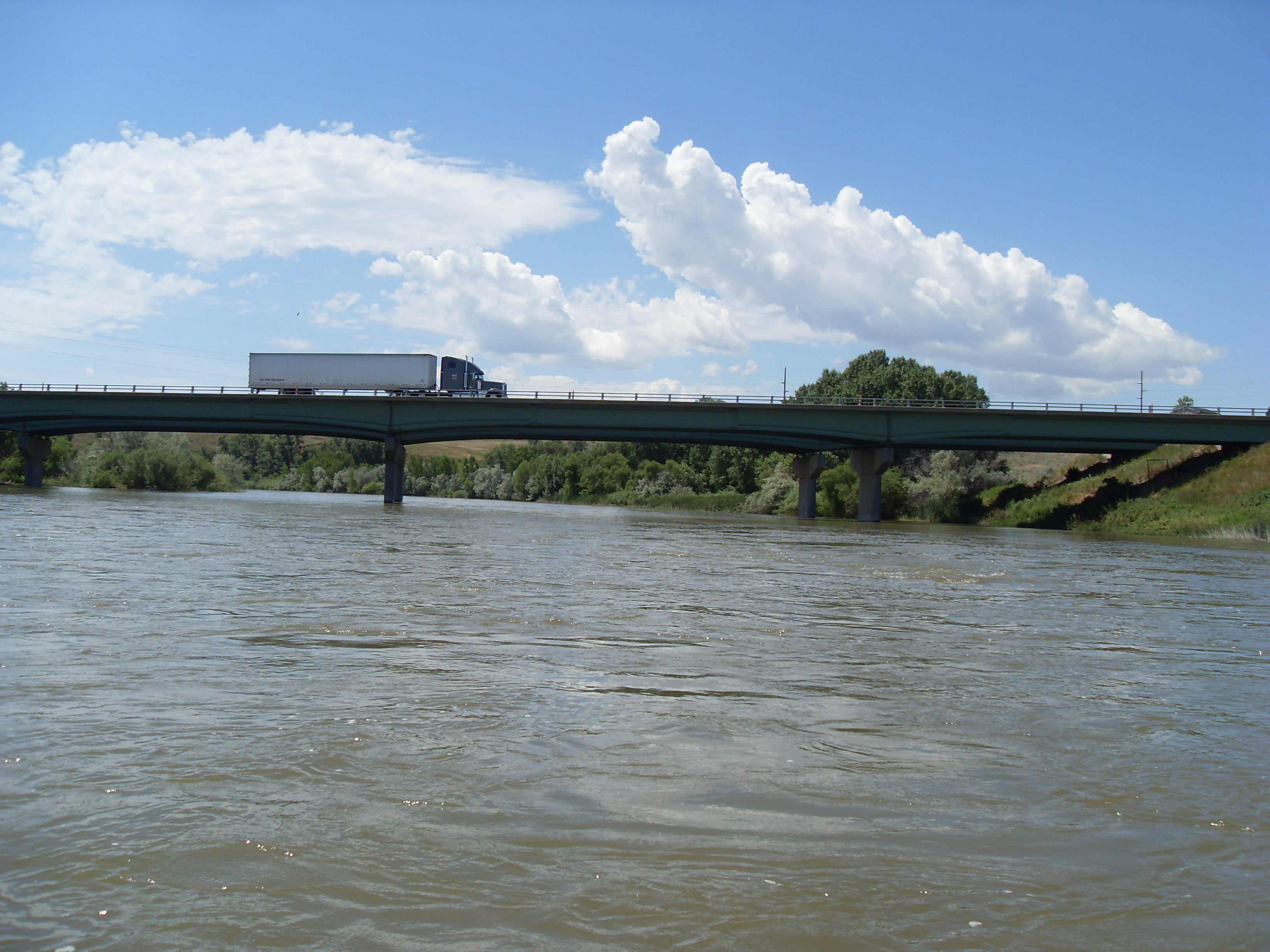
Le pont de l'Interstate 25 au-dessus de la rivière North Platte, dans les environs de Douglas.

L'Interstate 25 au Wyoming débute à la frontière entre l'État et le Colorado, au sud de Cheyenne. La ville de Fort Collins est située 30 miles au sud de la frontière, tandis que Denver est situé à 85 miles au sud de la frontière.
Elle commence par se diriger vers le nord-nord-est sur une distance de 7 miles, et passe à l'ouest de Orchard Valley et de la banlieue sud de Cheyenne. Au mile 8, elle possède un échangeur en trèfle avec l'Interstate 80, la principale autoroute ouest-est de l'État, longue de plus de 400 miles. C'est d'ailleurs le seul échangeur en trèfle entre deux autoroutes dans l'État.
Elle passe ensuite à l'ouest de la ville, en connectant avec la Lincolnway (U.S. Route 30), la Missile Drive et la Greeley Highway, la U.S. Route 85, au nord de Cheyenne, au mile 12. Elle quitte la ville plein nord et traverse un territoire plus isolé et montagneux. Elle est parallèle à la route 219 du Wyoming sur une bonne distance, soit plus de 50 miles. Elle passe ensuite dans la région de Chugwater et Wheatland, au mile 78. Au mile 92, elle possède un échangeur avec la U.S. Route 26 vers Guernsey et Torrington notamment. Dans les environs de Douglas, au mile 135, elle se dirige maintenant vers l'ouest à travers la vallée de la rivière North Platte. Elle se dirige vers l'ouest pour 50 miles, en traversant un territoire toujours isolé, jusqu'au mile 185, où elle entre dans Casper, la deuxième plus grande ville de l'État.
Elle possède des voies de service de part et d'autre alors qu'elle traverse Casper d'est en ouest, et la sortie 188A mène vers le centre-ville. Au mile 189, elle bifurque vers le nord, et croise les U.S. Routes 20 et 26, qui se dirigeant vers le centre du Wyoming, Riverton et Thermopolis.
L'Interstate 25 bifurque ensuite vers le nord, et ce, pour le reste de son parcours de 110 miles. Le territoire qu'elle traverse sur ces 110 miles est extrêmement isolé et aride, et la distance entre les échangeurs est élevée, et dépasse souvent les 10 miles. Elle atteint Buffalo au mile 298, puis au mile 300, elle se termine sur l'Interstate 90, ce qui constitue le terminus nord de l'Interstate 25. L'I-90 ouest se dirige vers le Montana, tandis que vers l'est, elle se dirige vers le Dakota du Sud,. 
L'I-25 au Eyoming est aussi en chevauchement sur toute sa longueur avec la US 87.

## Disposition des voies
Elle possède 4 voies (2-2) sur toute sa longueur au Nouveau-Mexique, ce qui fait du Wyoming son seul État où elle possède toujours le même nombre de voies,.

## Liste des sorties
| Liste des échangeurs de l'Interstate 25 au Wyoming | Liste des échangeurs de l'Interstate 25 au Wyoming | Liste des échangeurs de l'Interstate 25 au Wyoming | Liste des échangeurs de l'Interstate 25 au Wyoming        | Liste des échangeurs de l'Interstate 25 au Wyoming                                                                                             | Liste des échangeurs de l'Interstate 25 au Wyoming |
| Location / Ville                                   | Mile                                               | km                                                 | #                                                         | Intersection / Destinations | Notes |
| -------------------------------------------------- | -------------------------------------------------- | -------------------------------------------------- | --------------------------------------------------------- | --- | --- |
| Frontière Colorado-Wyoming                         | 0,00                                               | 0,00                                               | I-25 sud, Fort Collins (CO), Denver (CO)                  | I-25 sud, Fort Collins (CO), Denver (CO) | Extrémité sud de l'I-25 au Wyoming |
|                                                    | 2,66                                               | 4,28                                               | 2                                                         | WY-223 nord (Terry Ranch Road) | première sortie au Wyoming |
| ~4,00                                              | ~6,44                                              | 4                                                  | High Plains Road                                          | | |
| Orchard Valley                                     | 7,86                                               | 12,65                                              | 7                                                         | WY-212 est (US 87 Business), Orchard Valley, sud de Cheyenne                                                                                   | |
| Cheyenne                                           | 8,84                                               | 14,23                                              | 8AB                                                       | I-80, Laramie, Rawlins, Rock Springs, Green River, Evanston, Salt Lake City (UT), Sidney (NE), Lincoln (NE), Omaha (NE)                        | Seul échangeur en trèfle entre deux autoroutes au Wyoming; les panneaux indiquent tout simplement Laramie vers l'ouest et Sidney vers l'est; numérotée 8A vers l'est (Sidney, Omaha) et 8B vers l'ouest (Laramie, Salt Lake City) |
| Cheyenne                                           | 9,14                                               | 14,71                                              | 9                                                         | I-80 Business, US 30 (Lincolnway), Cheyenne centre                                                                                             | |
| Cheyenne                                           | 10,59                                              | 17,04                                              | 10AB                                                      | WY-210 (Missile Road, Happy Jack Road), Cheyenne, Francis E. Warren AFB                                                                        | numérotée 10A vers l'est (Cheyenne) et 10B vers la Air Force Base |
| Cheyenne                                           | 11,24                                              | 18,09                                              | 11                                                        | Randall Avenue, Pershing Boulevard, Capitole de l'État, Cheyenne centre                                                                        | |
| Cheyenne                                           | 12,70                                              | 20,43                                              | 12                                                        | I-25 Business sud, US 85 sud, Cheyenne | extrémité sud du chevauchement avec la US 85 |
| Cheyenne                                           | 13,83                                              | 22,26                                              | 13                                                        | Vandehei Avenue | dernière (ou première direction sud) sortie pour Cheyenne |
|                                                    | 16,23                                              | 26,12                                              | 16                                                        | WY-211, Federal, Horse Creek | |
| 17,24                                              | 27,74                                              | 17                                                 | US 85 nord, Meriden, Torrington                           | extrémité nord du chevauchement avec la US 85                                                                                                  | |
| 21,32                                              | 34,31                                              | 21                                                 | Ridley Road                                               | | |
| 25,45                                              | 40,96                                              | 25                                                 | County Road 224                                           | | |
| 29,51                                              | 47,50                                              | 29                                                 | Whitaker Road                                             | | |
| 34,44                                              | 55,43                                              | 34                                                 | County Road 120 (Nimmo Rd.)                               | | |
| 39,24                                              | 63,14                                              | 39                                                 | County Road 238                                           | | |
| 47,25                                              | 76,04                                              | 47                                                 | Bear Creek Road                                           | | |
| Chugwater                                          | 54,59                                              | 87,85                                              | 54                                                        | WY-211 sud, I-25 Business, Chugwater, Iron Mountain, Horse Creek, Hawk Springs                                                                 | |
|                                                    | 57,65                                              | 92,78                                              | 57                                                        | WY-321 sud, I-25 Business sud, Chugwater | |
| 65,25                                              | 105,01                                             | 65                                                 | WY-314 est, Slater, Yoder                                 | | |
| 66,20                                              | 106,54                                             | 66                                                 | Hunton Creek Road                                         | | |
| 68,45                                              | 110,17                                             | 68                                                 | Antelope Creek Road                                       | | |
| 70,62                                              | 113,65                                             | 70                                                 | Bordeaux Road                                             | | |
| 73,03                                              | 117,52                                             | 73                                                 | WY-34 ouest, Bosler                                       | | |
| Wheatland                                          | 78,60                                              | 126,49                                             | 78                                                        | WY-312, I-25 Business, Wheatland | |
| Wheatland                                          | 80,85                                              | 130,12                                             | 80                                                        | I-25 Business sud, Wheatland | |
|                                                    | 84,74                                              | 136,38                                             | 84                                                        | Laramie River Road | |
| 87,51                                              | 140,83                                             | 87                                                 | Johnson Road                                              | | |
| 92,37                                              | 148,66                                             | 92                                                 | US 26 est, Lingle, Guernsey, Torrington                   | extrémité sud du chevauchement avec la US 26                                                                                                   | |
| 94,83                                              | 152,61                                             | 94                                                 | WY-319 ouest, Esterbrook                                  | | |
| 100,13                                             | 161,14                                             | 100                                                | WY-319, Meadowdale                                        | | |
| 104,04                                             | 167,44                                             | 104                                                | Cassa Road                                                | | |
| Glendo                                             | 111,68                                             | 179,72                                             | 111                                                       | A Street | Aucune sortie pour 15 miles (24 km) |
|                                                    | 126,47                                             | 203,53                                             | 126                                                       | US 18 est, US 20 est, Shawnee, Lusk | extrémité sud du chevauchement avec la US 20; extrémité ouest de la US 18 |
| 135,47                                             | 218,02                                             | 135                                                | I-25 Business nord, Douglas                               | | |
| Douglas                                            | 140,10                                             | 225,47                                             | 140                                                       | I-25 Business sud, Douglas | |
|                                                    | 146,00                                             | 234,97                                             | 146                                                       | County Road 30 | |
| 150,44                                             | 242,11                                             | 150                                                | Inez Rd.                                                  | | |
| 151,17                                             | 243,28                                             | 151                                                | County Road 29, Ayres Natural Bridge Park                 | | |
| ~152,50                                            | ~246,00                                            | 152                                                | Old Douglas Highway                                       | | |
| 154,24                                             | 248,22                                             | 154                                                | Barber Road                                               | | |
| 156,18                                             | 251,34                                             | 156                                                | Bixby Road                                                | | |
| 160,87                                             | 258,90                                             | 160                                                | US 20 ouest, US 26 ouest, US 87 nord, Glenrock, Parkerton | extrémité nord du chevauchement avec les US 20/26/87                                                                                           | |
| 165,91                                             | 267,00                                             | 165                                                | I-25 Business sud, Glenrock                               | aucune sortie pour 17 miles (27 km) | |
| Evansville                                         | 182,53                                             | 293,75                                             | 182                                                       | WY-253 (Hat Six Road) | |
| Evansville                                         | 185,34                                             | 298,30                                             | 185                                                       | WY-258 (Wyoming Boulevard South East) | |
| Casper                                             | 186,61                                             | 300,33                                             | 186AB                                                     | US 20 est, US 26 est, US 87 sud, I-25 Business nord, Casper, Evansville // Bryan Stock Trail, Casper                                           | extrémité sud du chevauchement avec les US 20/26/87 |
| Casper                                             | 187,53                                             | 301,80                                             | 187                                                       | McKinney Street | |
| Casper                                             | 188,26                                             | 302,98                                             | 188A                                                      | Center Street, Casper centre | Aucune entrée direction nord |
| Casper                                             | 188,60                                             | 303,52                                             | 188B                                                      | WY-252 (Poplar Street), vers WY-220 | |
| Casper                                             | 189,51                                             | 304,98                                             | 189                                                       | US 20 ouest, US 26 ouest, Natrona, Thermopolis, Riverton, Aéroport international de Natrona County (CPR), Lander, parc national de Yellowstone | extrémité nord du chevauchement avec les US 20 et 26; suite du chevauchement avec la US 87 |
| Casper                                             | 191,64                                             | 308,42                                             | 191                                                       | WY-254 sud (Salt Creek Highway), Bar Nunn | |
| Bar Nunn                                           | 194,00                                             | 312,00                                             | 194                                                       | Westwinds Rd. | |
|                                                    | 197,52                                             | 317,88                                             | 197                                                       | Ormsby Road | aucune sortie pour 13 miles (21 km) |
| 210,41                                             | 338,63                                             | 210                                                | WY-259 nord, Midwest                                      | | |
| 216,61                                             | 348,59                                             | 216                                                | Branton Ditch Reservoir                                   | | |
| 223,78                                             | 360,14                                             | 223                                                | Shepperson Road                                           | | |
| 227,99                                             | 366,91                                             | 227                                                | WY-387, Midwest, Edgerton                                 | | |
| 235,38                                             | 378,90                                             | 235                                                | WY-196, Kaycee                                            | aucune sortie pour 11 miles (18 km) | |
| 246,56                                             | 396,80                                             | 246                                                | Vers WY-196                                               | | |
| 249,69                                             | 401,83                                             | 249                                                | WY-196, Kaycee                                            | | |
| Kaycee                                             | 254,25                                             | 409,18                                             | 254                                                       | WY-191, Kaycee, Sussex, Mayoworth | aucune sortie pour 11 miles (18 km) |
|                                                    | 265,48                                             | 427,24                                             | 265                                                       | Reno Road, Mayoworth | aucune sortie pour 15 miles (24 km) |
| 280,18                                             | 450,90                                             | 280                                                | Middle Fork Road                                          | aucune sortie pour 11 miles (18 km) | |
| 291,08                                             | 468,44                                             | 291                                                | Buffalo Sussex Cutoff Road                                | | |
| 298,02                                             | 479,62                                             | 298                                                | I-25 business nord, Buffalo                               | | |
| Buffalo                                            | 299,32                                             | 481,71                                             | 299                                                       | US 16, Buffalo | |
|                                                    | 300.53                                             | 483,66                                             | 300                                                       | I-90, US 87 nord, Sheridan, Billings (MT), Gillette, Rapid City (SD)                                                                           | Extrémité nord de la I-25 au Wyoming; TERMINUS NORD DE l'I-25 |
| - Chevauchement - Échangeur partiel                |                                                    |                                                    |                                                           | | |